# 聯邦酒樓集團
聯邦酒樓集團（英語：Federal Restaurant Group）是香港一家中式飲食集團，以廣東菜、京菜、川菜、滬菜和新派菜式為主，分店遍及港九新界及離島，品牌包括聯邦郵輪宴會中心、聯邦皇宮、聯邦金閣酒家、聯盛宴、金滬庭京川滬菜館、香江茶室及The Old Hangar。辦公室在香港新界荃灣柴灣角街34-36號萬達來工業中心4樓406室。聯邦酒樓董事總經理現任為譚兆成。

## 歷史
於1972年聯邦酒樓集團4位創辦人譚啟明、譚泰、程基、鍾逸民，創辦金輪酒樓。
其後於1976年開辦國賓大酒樓，即現時油麻地聯邦皇宮大酒樓前身。
1977年，日本TBS電視台以港幣10萬元委托國賓大酒樓，在酒樓舉辦一席滿漢全席，當時動用百多人，花3個月時間完成，過程通過人造衛星直播至日本。汪明荃小姐亦是當時的座上客，享譽國際，風頭一時無兩。
在1981年，第一間以「聯邦」命名的大酒樓在長沙灣青山道開業，往後的分店都統一以「聯邦」品牌命名。同年，上環信德中心港澳碼頭（自置物業）「聯邦」開幕，筵開三百席。奠定「聯邦」作為港澳市民熟悉的品牌基礎。其後，聯邦以口號「住在香江、食在聯邦」宣傳。
1990年代，隨著消費模式轉變，集團分店以大型商場，選址交通便利以及地鐵直達的位置為主。此外，更不斷開拓粵菜以外的飲食市場，包括西餐、快餐店，京川滬菜及潮州菜等。
2014年，聯邦集團耗資過千萬港元，在旅遊地標啟德郵輪碼頭開設聯邦郵輪宴會中心，包含能筵開70席宴會及容納過千人的會議場地，以配合客人對大型宴會場地的殷切需求，屬香港市區罕有可以飽覽維多利亞港全景的大型宴會場地。(已結業)

## 分店
聯邦酒樓集團在以下地點開設分店：

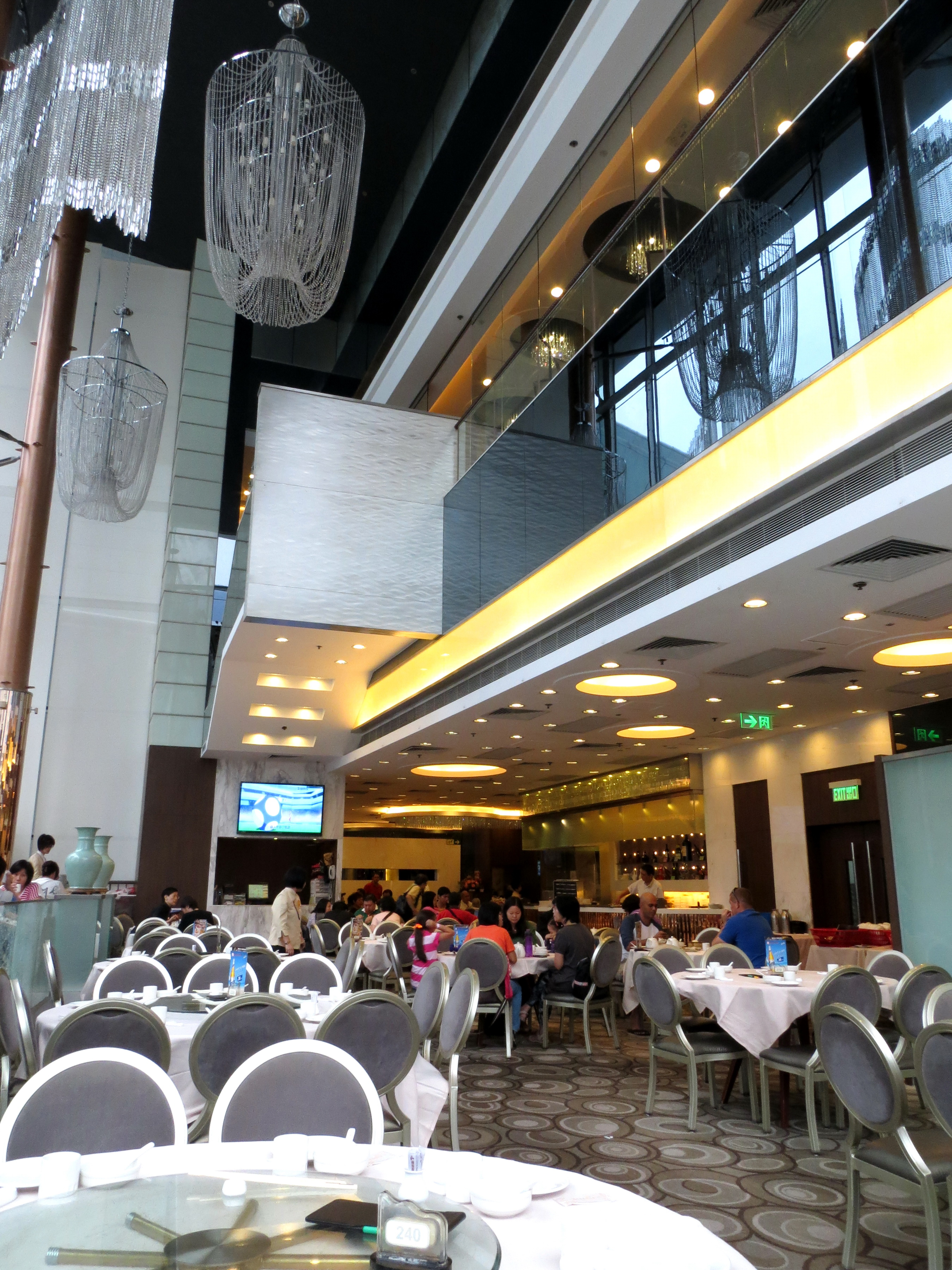
位於東涌東薈城的聯邦皇宮大酒樓

| 聯邦皇宮 - 屯門湖翠路138號啟豐園一字樓87號舖（已結業） 聯邦金閣酒家 - 油麻地彌敦道345號永安九龍中心八樓（已結業） 聯盛宴 - 鑽石山龍蟠街3號荷里活廣場三樓306號舖 - 北角英皇道500號港運城二樓202號舖舖 值得留意的是，澳門亦有一家同名酒樓，但澳門聯邦大酒樓並非香港聯邦酒樓集團旗下的分店。 1. - FedRestHK.com （页面存档备份，存于） |